# Militärberater
Militärberater sind aktive oder ehemalige Angehörige von Streitkräften, die von ihrem meist staatlichen Auftraggeber in andere Länder geschickt werden, um dort militärische oder paramilitärische Einheiten auszubilden, Kommandeure oder Militärpolitiker zu beraten, oder auch mittelbar an Kampfhandlungen teilzunehmen. Oft wird der Einsatz von Militärberatern geheim gehalten. Inzwischen werden solche Aufgaben zunehmend von privaten Sicherheits- und Militärunternehmen übernommen.
In den meisten Fällen handelt es sich beim Auftraggeberland um eine Industrienation, der Einsatz findet oft in einem weniger entwickelten Land statt. Diese Form der militärischen Unterstützung hat für das Auftraggeberland den Vorteil, dass es militärischen Einfluss nehmen kann, aber, insbesondere bei geheimen Operationen, nicht die politischen Folgen einer eigenen – zum Beispiel fehlgeschlagenen – Militäroperation tragen muss. Zudem bleiben die Kosten deutlich geringer als bei einem Einsatz eigener Truppen im vollen Umfang und es ist mit weniger Verlusten in den eigenen Streitkräften zu rechnen. Oft ist der Einsatz von Militärberatern mit zusätzlicher finanzieller und materieller Unterstützung beim Aufrüsten des empfangenden Landes verbunden.
Insbesondere US-Spezialeinheiten wie die Green Berets und die Navy Seals werden für den Einsatz als Militärberater ausgebildet, dies allerdings in erster Linie zum direkten Führen und Ausbilden von Einheiten im Einsatzland. Militärberatung auf höheren militärischen und politischen Führungsebenen übernehmen dagegen in der Regel aktive oder ehemalige hochrangige Offiziere des Auftraggeberlands.
Während des Kalten Krieges setzten sowohl die USA als auch die Sowjetunion Militärhilfe und -berater ein, um Länder des jeweils eigenen Lagers zu unterstützen und an sich zu binden. Dies reichte bis hin zur massiven Unterstützung in so genannten Stellvertreterkriegen. Im Gegensatz zu den USA delegierte die Sowjetunion Beratertätigkeiten an befreundete Nationen, denen erhöhte Kompetenz in extremen Klimazonen zugesprochen wurde. Kuba setzte auf Veranlassung der Sowjetunion Berater in großer Zahl in Afrika ein, hier besonders in Angola.
Besonders umfangreich setzten die USA Militärberater in der Frühphase des Vietnamkriegs ein. Seit dem Beginn der 1990er-Jahre ist ein Wachstum der Aufträge für private Militärberatungsfirmen zu beobachten, besonders deutlich zeigte sich dies im Irak seit Beginn des US-geführten Irakkriegs 2003.